# Endeavour-Piedmont-Gletscher
Der Endeavour-Piedmont-Gletscher ist ein 10 km langer und 4 km breiter Vorlandgletscher an der Nordostküste der antarktischen Ross-Insel. Er liegt zwischen dem südwestlichen Teil des Mount Bird und dem Micou Point.
Das New Zealand Antarctic Place-Names Committee nahm am 12. November 1999 die Benennung vor. Namensgeber ist das Tank- und Versorgungsschiff HMNZS Endeavour, das zwischen 1962 und 1972 zur Versorgung der Scott Base und der McMurdo-Station im Einsatz war.